# Limes
Limes (eller Limes Romanus) var et grænseforsvarssystem, der markerede grænserne for det romerske rige.
Det latinske navneord limes havde en række betydninger, fx en sti, en kanal eller en ændring i landskabet. Det blev af latinske forfattere brugt om befæstede grænser. Denne senere betydning er udvidet af moderne historikere som interesserer sig for Romerrigets grænser. Hadrians mur i det nordlige England omtales som Limes Britannicus.  Grænsen for den romerske provins Arabia mod ørkenen omtales som Limes Arabicus etc.

## Noglelimites
- Hadrians mur – Vallum Hadriani eller Limes Britannicus (på UNESCOs Verdensarvsliste)
- Antoninus-muren
- Øvre germanske Limes (på UNESCOs Verdensarvsliste), del af Limes Germanicus
- Limes Arabicus, grænsen af den romerske provins Arabia Petraea som vender mod ørkenen
- Limes Tripolitanus, grænsen i det moderne Libyen der vender mod Sahara

En middelalderlig limes er Limes Saxoniae i Holsten

## Eksterne links
- Wikimedia Commons har flere filer relateret til Limes
- Officiel hjemmeside fir Verein Deutsche Limes-Straße (på tysk) Arkiveret 6. februar 2016 hos  Wayback Machine
- Limes Tripolitanus Arkiveret 7. februar 2007 hos  Wayback Machine